# Fráguas (Rio Maior)
Fráguas es una freguesia portuguesa del concelho de Rio Maior, con 16,19 km² de superficie y 1039 habitantes (2001). Su densidad de población es de 58,4 hab/km².